# Hana Naiclerová
Hana Naiclerová (* 19. června 1972 Prostějov) je česká politička, ekonomka a protikorupční bojovnice, od října 2021 poslankyně Poslanecké sněmovny PČR, v letech 2014 až 2022 zastupitelka města Prostějov, členka hnutí STAN. V minulosti byla členkou hnutí ANO 2011 a později i místopředsedkyní hnutí PRO2016.

## Život
Vystudovala obor finance a daně na tehdejším Bankovním institutu vysoké škole v Praze. Více než 25 let podnikala a pracovala v oblasti ekonomického, účetního a daňového poradenství pro drobné a střední podnikatele i velké firmy. V letech 2003 až 2012 podnikala pod hlavičkou firmy SORBON a následně SORBON CITY v oblasti chovatelských potřeb, provozovala tři kamenné obchody a jeden e-shop. Později pracovala jako hlavní ekonomka několika firem a zpracovávala daňová přiznání pro zhruba 60 klientů.
Je členkou spolků Prostor Prostějov a Pro Prostějov.
Hana Naiclerová žije ve městě Prostějov, konkrétně v části Domamyslice. Je vdaná, s manželem má tři děti.

## Politické působení
V roce 2014 vstoupila do hnutí ANO 2011, jelikož dle vlastního vyjádření uvěřila, že je za ním je opravdu snaha něco pozitivně v České republice změnit. V komunálních volbách v roce 2014 byla zvolena zastupitelkou města Prostějov, a to z pozice lídryně kandidátky. Působila jako opoziční zastupitelka. V dubnu 2016 hnutí ANO 2011 opustila (se svými kolegy a zastupiteli Františkem Filoušem a Františkem Švecem), a to dle svých slov pro jeho nedemokratické praktiky. Dále uvedla, že hnutí ANO 2011 vnímá jako své největší životní zklamání.
V roce 2016 spoluzakládala Politické hnutí PRO 2016, jehož 1. místopředsedkyní se v červnu 2016 stala. Funkci zastávala do února 2018, kdy byla zvolena řadovou místopředsedkyní hnutí. V komunálních volbách v roce 2018 obhájila post zastupitelky města, když jako členka hnutí PRO2016 kandidovala na 2. místě kandidátky subjektu „Změna pro Prostějov“ (tj. nezávislí kandidáti a hnutí PRO2016). V únoru 2020 hnutí PRO2016 svou činnost ukončilo.
V roce 2020 se tak stala členkou hnutí STAN, za něž kandidovala na 22. místě kandidátky uskupení „PIRÁTI a STAROSTOVÉ“ do Zastupitelstva Olomouckého kraje v krajských volbách v roce 2020, ale neuspěla.
Ve volbách do Poslanecké sněmovny PČR v roce 2021 kandidovala jako členka hnutí STAN na 5. místě kandidátky koalice Piráti a Starostové v Olomouckém kraji. Vlivem 7 855 preferenčních hlasů skončila nakonec první, a stala se tak poslankyní.
V komunálních volbách v roce 2022 kandidovala do zastupitelstva Prostějova z posledního 35. místa kandidátky subjektu „NA ROVINU! (STAN, TOP 09, ZELENÍ)“.
Ve volbách do Senátu PČR v roce 2024 kandidovala za hnutí STAN v rámci koalice „STAN, SEN 21 a Zelení“ v obvodu č. 62 – Prostějov. Se ziskem 13,05 % hlasů skončila na 3. místě a nepostoupila tak do druhého kola.
Ve volbách do Poslanecké sněmovny PČR v roce 2025 je lídryní hnutí STAN v Olomouckém kraji. V květnu 2025 byla zvolena členem předsednictva hnutí STAN.

### Protikorupční bojovnice
Jako zastupitelka opakovaně kritizovala vedení Prostějova i tamního stavebního úřadu. Zabývá se zejména hospodařením s veřejnými prostředky. Upozornila na problémy související s financováním prostějovského hokejového klubu LHK Jestřábi, které vyústily v odsouzení jeho předsedy Michala Tomigy. Když zjistila, že hokejový klub je v exekuci, zastupitelstvo na poslední chvíli neschválilo spolku dotaci, kterou by vzhledem k exekucím spolku po městu vymohl exekutor přikázáním pohledávky. Upozornila také na to, že náměstkyně primátorky Prostějova Ivana Hemerková podepisovala s klubem smlouvy v jiném znění, než jaké schválilo zastupitelstvo. V listopadu 2019 zjistila, že vlivem nesplnění podmínek dotačního programu přišlo Statutární město Prostějov o dotaci na výstavbu tzv. komunitního domu na Sušilově ulici ve výši 13,5 milionu korun.
V březnu 2019 jí někdo v noci polil auto barvou. Naiclerová čin považovala za odvetu za své politické aktivity. V prosinci 2019 jí Nadační fond proti korupci udělil Cenu za odvahu.